# Pastoforia

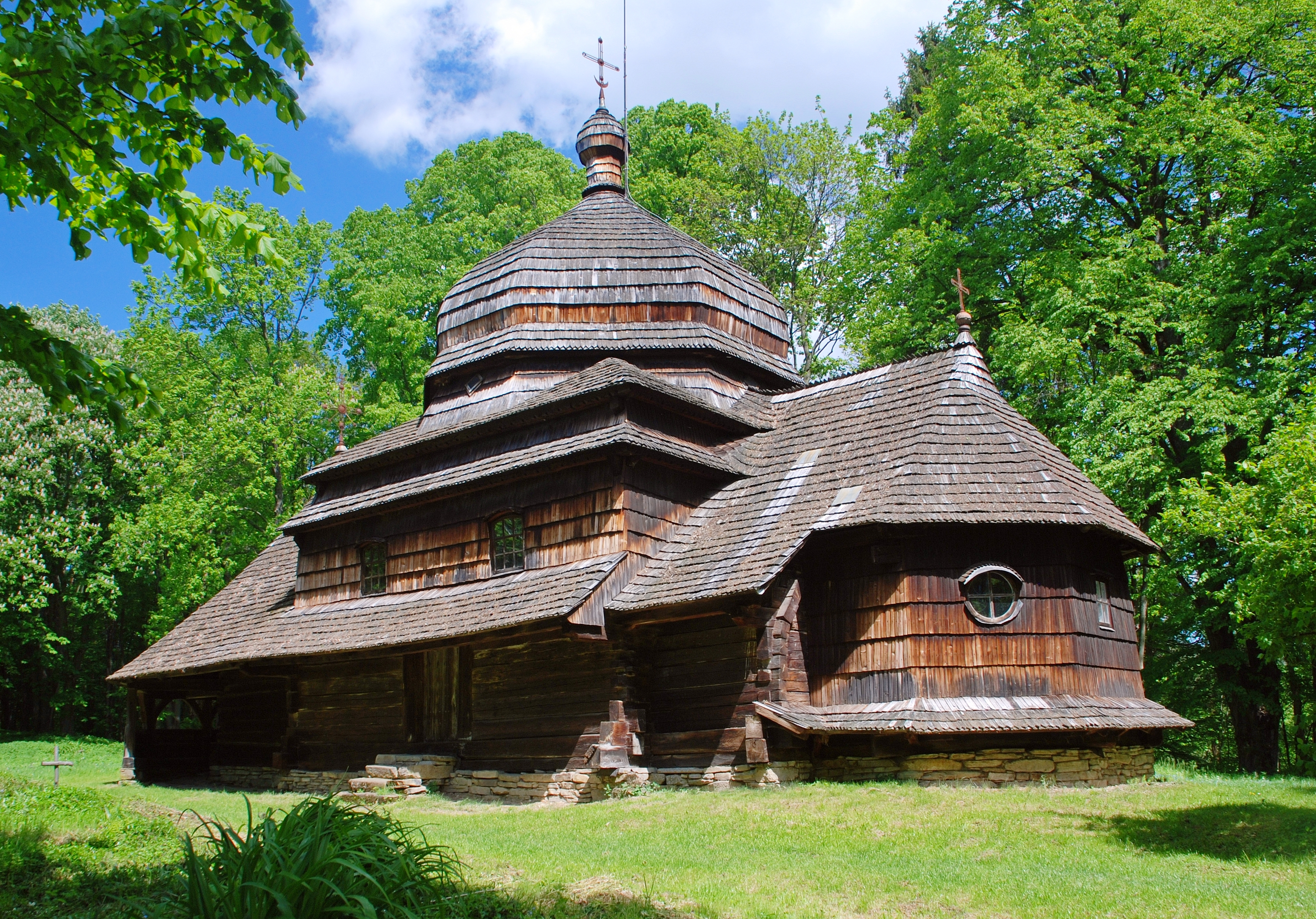
Pastoforia w cerkwi w Uluczu (mały budynek odchodzący od prezbiterium.)

Pastoforia (gr. παστοφόριον od παστὸς kaplica i φορὸς noszący) – w kościołach wczesnochrześcijańskich dwa małe pomieszczenia w prezbiterium przylegające symetrycznie do boków apsydy. Były dwudzielną zakrystią rozmieszczoną po obu stronach ołtarza. Po prawej, południowej stronie ołtarza, znajdował się diakonikon (gr. διακονικόν), przeznaczony na przechowywanie naczyń, ksiąg i szat liturgicznych, oraz początkowo przestrzeń dla diakonów usługujących przy mszy; po lewej, północnej stronie ołtarza, znajdowała się prothesis (gr. πρόθεσις) – miejsce przeznaczone do przygotowania mszy. Oddzielnie, każde z dwóch pomieszczeń nazywane było pastoforium.